# Секі Цутому
Тсутому Секі (яп. 関 勉 Секі Тсутому, народ. 3 листопада 1930) — японський астроном, народився в місті Коті префектури Коті. Очолює обсерваторію Гейсей.
Відомий як успішний першовідкривач комет і астероїдів. C 1981 по 2008 роки він відкрив 224 астероїди, зокрема астероїд (13553) 1992 JE з групи амура і троянський астероїд (5209) 1989 CW1. Головним його досягненням вважається відкриття комети C/1965 S1 (Ікея — Секі) — однієї з найяскравіших комет XX століття, яка з'явилася наприкінці 1965 року і мала видиму зоряну величину — 17m, що в 60 разів яскравіше повного Місяця. Її було видно навіть удень. Усього за період з 1961 по 1970 роки він відкрив 6 комет. Пізніше він провів велику програму астрономічних спостережень з використанням методу астрофотографії, в результаті чого йому вдалося виявити ще кілька періодичних комет.
Астероїд 3426 Секі названо його ім'ям.

## Інтернет-ресурси
- Tsutomu Seki homepage [Архівовано 13 червня 2017 у Wayback Machine.]
- A list of minor planets discovered by Tsutomu Seki [Архівовано 17 травня 2021 у Wayback Machine.], recognized as of August 2011
- Tsutomu Sekis Homepage [Архівовано 15 серпня 2020 у Wayback Machine.] (japanisch, english)